# Torre Guaceto
Torre Guaceto este o arie protejată (arie de protecție specială avifaunistică — SPA) din Italia întinsă pe o suprafață de 548 ha, din care 50 % marine.

## Localizare
Centrul sitului Torre Guaceto este situat la coordonatele 40°42′55″N 17°47′32″E / 40.715223°N 17.792267°E.

## Înființare
Situl Torre Guaceto a fost declarat arie de protecție specială avifaunistică în octombrie 1988 pentru a proteja 35 de specii de animale.

## Biodiversitate
Situată în ecoregiunea mediteraneană, aria protejată conține 12 habitate naturale: Vegetație anuală la limita mareei, Pajiști umede mediteraneene cu ierburi înalte de Molinio-Holoschoenion, Pășuni mediteraneene udate de apa mării (Juncetalia maritimi), Dune cu tufărișuri sclerofile Cisto-Lavenduletalia, Dune mobile cu vegetație embrionară, Păduri de Quercus ilex și Quercus rotundifolia, Faleze cu vegetație de Limonium spp. endemic de pe coastele mediteraneene, Dune de coastă cu Juniperus spp., Straturi cu Posidonia (Posidonion oceanicae), Tufărișuri halofile mediteraneene și termo-atlantice (Sarcocornetea fruticosi), Dune mobile de-a lungul țărmului cu Ammophila arenaria („dune albe”), Iazuri temporare mediteraneene.
La baza desemnării sitului se află mai multe specii protejate:
- păsări (30): privighetoare-de-baltă (Acrocephalus melanopogon), pescăruș albastru (Alcedo atthis), rață sulițar (Anas acuta), rață pitică (Anas crecca), rață mare (Anas platyrhynchos), stârc roșu (Ardea purpurea), stârc galben (Ardeola ralloides), rață roșie (Aythya nyroca), buhai de baltă (Botaurus stellaris), prundăraș de sărătură (Charadrius alexandrinus), erete de stuf (Circus aeruginosus), erete vânăt (Circus cyaneus), erete cenușiu (Circus pygargus), egretă mică (Egretta garzetta), lișiță (Fulica atra), becațină comună (Gallinago gallinago), găinușă de baltă (Gallinula chloropus), cocor (Grus grus), piciorong (Himantopus himantopus), stârc pitic (Ixobrychus minutus), stârc de noapte (Nycticorax nycticorax), Phalacrocorax carbo sinensis, lopătar (Platalea leucorodia), țigănuș (Plegadis falcinellus), ploier auriu (Pluvialis apricaria), cresteț pestriț (Porzana porzana), cristei de baltă (Rallus aquaticus), Spatula clypeata, rață cârâitoare (Spatula querquedula), Zapornia parva
- reptile (5): Caretta caretta, șarpele cu patru dungi (Elaphe quatuorlineata), țestoasa de baltă (Emys orbicularis), țestoasă bănățeană (Testudo hermanni), elaphe situla (Zamenis situla)

Pe lângă speciile protejate, pe teritoriul sitului au mai fost identificate 17 specii de plante, 2 specii de amfibieni, 2 specii de nevertebrate, 5 specii de reptile.